# Marko Bezjak
Marko Bezjak, slovenski rokometaš, * 26. junij 1986, Ptuj. 
Bezjak je desnoroki rokometaš, ki igra na položaju ali levega ali srednjega zunanjega. 

## Igralna kariera

### Klub
Do leta 2008 je bil član kluba RK Jeruzalem Ormož kjer je v sezoni 2005-06 nastopal tudi v pokalu EHF in tam dosegel na dveh tekmah skupno deset zadetkov.

#### 2008-13: Gorenje
Leta 2008 je prišel v Velenje igrati za RK Gorenje Velenje in tam ostal naslednjih pet sezon, do leta 2013. Z Velenjčani je v letih 2009, 2012 in 2013 osvojil naslov prvaka slovenske lige. Tri sezone je igral tudi v evropski Ligi prvakov. Prvič je nastopal v tej najmočnejši rokometni klubski ligi v sezoni 2009-10 in pri tem dosegel 38 golov na dvanajstih tekmah. V zadnjem letu pri Gorenju, v sezoni 2012-13 je v ligi prvakov na 12 tekmah zabil 59 golov kar je njegov rekordni dosežek. Največ zadetkov na posamezni tekmi lige prvakov je dosegel 29. septembra 2012 na prvi tekmi sezone proti ruskemu St. Petersburgu, ko je za zmago s 35 proti 22 zabil devet golov.

#### Od 2013: Magdeburg
Leta 2013 je odšel V Nemčijo igrati za Magdeburg. V sezoni 2015-16 je z njim igral v pokalu EHF in tam na desetih tekmah dosegel 28 zadetkov. Leta 2016 so osvojili nemški pokalni naslov, prvega po dvajsetih letih.

### Reprezentanca
Za Slovenijo je prvič nastopil 26. oktobra 2006 v Švici na prijateljski tekmi proti Švici. Prvo veliko tekmovanje zanj je bilo na EP 2012, ko so zasedli šesto mesto.
Zatem je igral na dveh zaporednih svetovnih prvenstvih, in sicer na SP 2013 in SP 2015. V postavi je bil tudi leta 2016 za Olimpijske igre v Riu kjer so se prebili vse do četrtfinala in zasedli šesto mesto. Zatem je v januarju 2017 igral na Svetovnem prvenstvu 2017 v Franciji. Tam je prispeval skupaj 25 zadetkov in bil poleg tega izbran za igralca tekme za tretje mesto proti Hrvaški, ki so jo dobili z 31-30 in jim je prinesla bronasto medaljo.